# Phare de l'île Sister Ouest

Le phare de l'île Sister Ouest (en anglais : West Sister Island Light), est un phare situé à la pointe-ouest de l'île Sister Ouest, une petite île à 10 km au large et à 24 km à l'est de l'embouchure de la rivière Maumee, sur le lac Érié  dans le comté de Lucas, Ohio.
Il est inscrit au Registre national des lieux historiques depuis le 8 avril 1983 sous le n°83002006.

## Historique
Ce phare a été établi à l'extrémité ouest de l'île en 1848 pour marquer l'extrémité ouest du passage sud à travers les Bass Island du lac Érié. Debout sur une fondation en pierre, le phare est une tour de calcaire et de brique, désormais sans lanterne. Le phare de West Sister Island est toujours une aide active à la navigation et est l'un des plus anciens phares à avoir survécu sur les Grands Lacs. La maison du gardien a été détruite en 1945 alors que l'armée américaine utilisait l'île pour des exercices de l'artillerie.
L'île, qui fait partie de l'archipel Pelee, est désormais une réserve faunique  gérée par l'United States Fish and Wildlife Service depuis  1937.

## Description
Le phare  est une tour conique en brique sans lanterne de 17 m de haut, peinte en blanc.
Son feu isophase émet, à une hauteur focale de 17,5 m, un éclat blanc de 6 secondes par période de 4 secondes. Sa portée n'est pas connue.
Identifiant : ARLHS : USA-882 ; USCG : 7-5550.

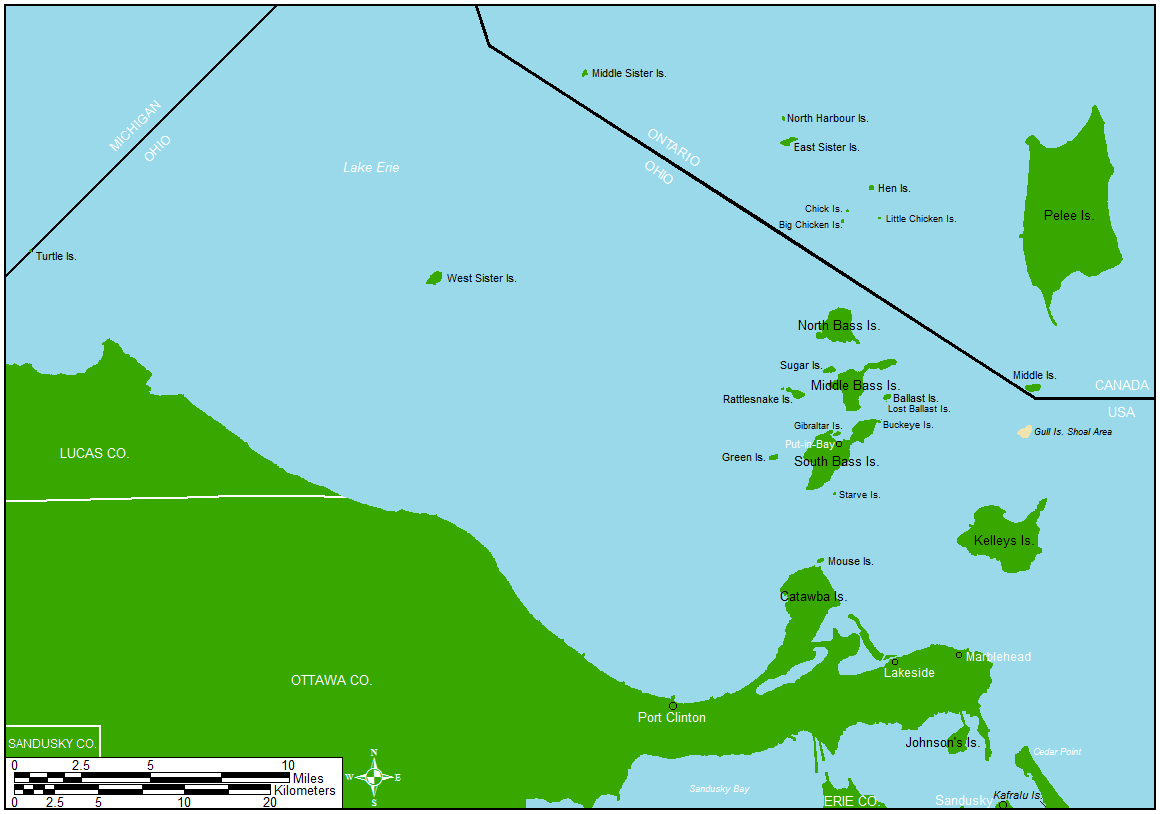
Localisation de l'île Sister Ouest
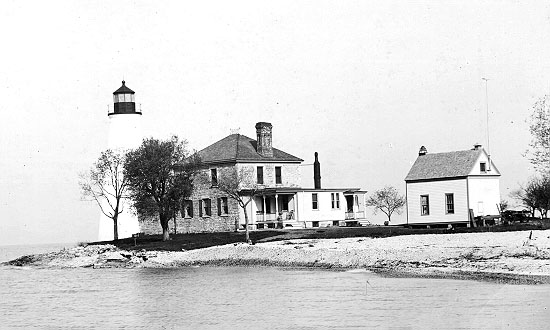
Le phare et ses dépendances

### Lien connexe
- Liste des phares de l'Ohio